# Parafia Najświętszej Maryi Panny Królowej Pokoju w Łodzi
Parafia Najświętszej Maryi Panny Królowej Pokoju w Łodzi – rzymskokatolicka parafia położona w dekanacie Łódź-Bałuty archidiecezji łódzkiej, na terenie osiedla Śródmieście-Wschód, zamieszkiwana przez ok. 6,5 tys. wiernych.

## Historia parafii
Parafia została erygowana 24 czerwca 1996 roku dekretem arcybiskupa Władysława Ziółka. W 1997 roku wybudowano tymczasową kaplicę, którą abp Ziółek poświęcił 22 listopada. W latach 1998–2000 powstał budynek plebanii. W latach 2001–16 został wzniesiony kościół parafialny. Jego konsekracji dokonał 19 czerwca 2016 roku metropolita łódzki Marek Jędraszewski.

## Kościół parafialny
Kościół parafialny został zaprojektowany przez łódzkiego architekta Przemysława Szustkiewicza oraz konstruktora inż. Janusza Freya jako świątynia centralna na planie krzyża greckiego przenikającego się z okręgiem, o konstrukcji żelbetowo-murowanej.
W ołtarzu umieszczony jest centralnie obraz patronki kościoła – Najświętszej Maryi Panny Królowej Pokoju. Obok znajdują się obrazy Miłosierdzia Bożego i Jana Pawła II a także obraz drogi krzyżowej autorstwa Jacka Jończyka. Kościół jest wyposażony w dębowe konfesjonały i ławki.

## Terytorium parafii
Parafia zasięgiem obejmuje powierzchnię niespełna 1 km² i graniczy z parafiami o wezwaniach:
- Wniebowzięcia Najświętszej Maryi Panny,
- św. Teresy od Dzieciątka Jezus i św. Jana Bosko,
- Świętych Apostołów Piotra i Pawła,
- Matki Boskiej Wspomożenia Wiernych,
- Podwyższenie Świętego Krzyża,
- Zesłania Ducha Świętego.

Do parafii należą wierni mieszkający w Łodzi (ulice: Al. Karola Anstadta, pl. Henryka Dąbrowskiego, Stefana Jaracza (od ul. Kilińskiego do ul. Kamińskiego), Aleksandra Kamińskiego (numery nieparzyste), Jana Kilińskiego (numery parzyste 2–60), Witolda Knychalskiego (od ul. Narutowicza do ul. Składowej), Williama H. Lindleya, Gabriela Narutowicza (numery nieparzyste 55–71/73 i numery parzyste 40–60), Grzegorza Piramowicza, Polskiej Organizacji Wojskowej (numery nieparzyste 1–9 oraz nr 16), Pomorska (od ul. Kilińskiego do ul. Kamińskiego), Północna (numery nieparzyste od ul. Kilińskiego do ul. Kamińskiego oraz nr 34), Rewolucji 1905 roku (od ul. Kilińskiego do ul. Kamińskiego), Składowa, Seweryna Sterlinga, Uniwersytecka (numery parzyste 8–18)).

## Proboszczowie
- ks. Edward Półtorak – 1 lipca 1996 –